# Большеулуйский сельсовет
Большеулуйский сельсовет - сельское поселение в Большеулуйском районе Красноярского края.
Административный центр - село Большой Улуй.

## Население
| 2010 | 2012  | 2013  | 2014  | 2015  | 2016  | 2017  |
| ---- | ----- | ----- | ----- | ----- | ----- | ----- |
| 3801 | ↗3831 | ↗3866 | ↘3841 | ↗3893 | ↗3898 | ↘3868 |

## Состав сельского поселения
В состав сельского поселения входят 5 населённых пунктов:
| № | Населённый пункт | Тип населённого пункта       | Население |
| - | ---------------- | ---------------------------- | --------- |
| 1 | Большой Улуй     | село, административный центр | ↘3340     |
| 2 | Климовка         | деревня                      | 36        |
| 3 | Красный Луг      | деревня                      | 85        |
| 4 | Сосновый Бор     | посёлок                      | 290       |
| 5 | Тихий Ручей      | посёлок                      | 50        |

## Местное самоуправление
Большеулуйский сельский Совет депутатов
Дата избрания14.03.2010. Срок полномочий: 5 лет. Количество депутатов: 10
Глава муниципального образования
- Королева Екатерина Ивановна. Дата избрания: 14.03.2010. Срок полномочий: 5 лет